# Ifatsy
Ifatsy is een plaats en gemeente in Madagaskar gelegen in het district Vohipeno van de regio Vatovavy-Fitovinany. Er woonden bij de volkstelling in 2001 ongeveer 15.000 mensen.
In de plaats is basisonderwijs en voortgezet onderwijs voor jonge kinderen beschikbaar. 93% van de bevolking is landbouwer en 5% houdt zich bezig met de veeteelt. Het belangrijkste gewas is koffie en sinaasappels, maar er wordt ook cassave en rijst verbouwd. 2% van de bevolking is werkzaam in de dienstensector.